# Luigi II del Palatinato-Zweibrücken
Luigi II del Palatinato-Zweibrücken (Zweibrücken, 14 settembre 1502 – Zweibrücken, 3 dicembre 1532) è stato un nobile tedesco.

## Biografia
Luigi II del Palatinato-Zweibrücken (detto "il Giovane") (in tedesco Pfalzgraf Ludwig II. von Zweibrücken-Neuburg "der Jüngere"), fu conte palatino e duca di Zweibrücken dal 1514 al 1532.
Era figlio del conte palatino Alessandro del Palatinato-Zweibrücken (1462–1514) e di sua moglie Margherita di Hohenlohe-Neuenstein (1480–1522).
Nel 1522 combatté nell'esercito imperiale nei Paesi Bassi.
Sposò il 10 settembre 1525 a Kassel Elisabetta d'Assia, figlia del langravio Guglielmo di Assia. Il matrimonio aveva dovuto essere rinviato a causa dello scoppio della guerra dei contadini tedeschi. Dalla moglie ebbe due figli:
- Volfango (1526–1569), conte palatino e duca del Palatinato-Zweibrücken, sposato nel 1545 con la principessa Anna d'Assia (1529–1591);
- Cristina (1528–1534)

Nel 1529 permise al teologo svizzero Johann Schwebel di attraversare il suo ducato nel suo viaggio verso il colloquio di Marburgodalle diocesi di Spira, Magonza e Worms.
Alla sua morte fu sepolto nella chiesa di Alessandro a Zweibrücken.

## Ascendenza
|                                            |                                         |                                              | Genitori                           |  |  | Nonni |  |  | Bisnonni                            |  |  | Trisnonni                                    |  |
|                                            |                                         |                                              |                                    |  |  |       |  |  | Stefan, duca del Palatinato-Simmern |  |  | Ruprecht, imperatore del Sacro Romano Impero |  |
|                                            |                                         |                                              |                                    |  |  |       |  |  | Stefan, duca del Palatinato-Simmern |  |  | Ruprecht, imperatore del Sacro Romano Impero |  |
|                                            |                                         | Elisabeth von Nürnberg                       |                                    |  |  |       |  |  | Stefan, duca del Palatinato-Simmern |  |  |                                              |  |
| Ludwig I, duca del Palatinato-Zweibrücken  |                                         |                                              |                                    |  |  |       |  |  | Stefan, duca del Palatinato-Simmern |  |  |                                              |  |
|                                            |                                         | Anna von Veldenz                             | Friedrich III, conte di Veldenz    |  |  |       |  |  |                                     |  |  |                                              |  |
|                                            |                                         | Anna von Veldenz                             | Friedrich III, conte di Veldenz    |  |  |       |  |  |                                     |  |  |                                              |  |
|                                            |                                         | Anna von Veldenz                             | Margarethe von Nassau-Saarbrücken  |  |  |       |  |  |                                     |  |  |                                              |  |
| Alexander, duca del Palatinato-Zweibrücken |                                         | Anna von Veldenz                             |                                    |  |  |       |  |  |                                     |  |  |                                              |  |
|                                            |                                         | Antoine I, signore di Croÿ                   | Jean I, signore di Croÿ            |  |  |       |  |  |                                     |  |  |                                              |  |
|                                            |                                         | Antoine I, signore di Croÿ                   | Jean I, signore di Croÿ            |  |  |       |  |  |                                     |  |  |                                              |  |
|                                            |                                         | Antoine I, signore di Croÿ                   | Marie de Craon                     |  |  |       |  |  |                                     |  |  |                                              |  |
| Jeanne de Croÿ                             |                                         | Antoine I, signore di Croÿ                   |                                    |  |  |       |  |  |                                     |  |  |                                              |  |
|                                            |                                         | Marguerite de Vaudémont                      | Antoine, conte di Vaudémont        |  |  |       |  |  |                                     |  |  |                                              |  |
|                                            |                                         | Marguerite de Vaudémont                      | Antoine, conte di Vaudémont        |  |  |       |  |  |                                     |  |  |                                              |  |
|                                            |                                         | Marguerite de Vaudémont                      | Marie d'Harcourt                   |  |  |       |  |  |                                     |  |  |                                              |  |
| Ludwig II, duca del Palatinato-Zweibrücken |                                         | Marguerite de Vaudémont                      |                                    |  |  |       |  |  |                                     |  |  |                                              |  |
|                                            | Kraft V, conte di Hohenlohe-Weikersheim | Albrecht I, signore di Hohenlohe-Weikersheim |                                    |  |  |       |  |  |                                     |  |  |                                              |  |
|                                            | Kraft V, conte di Hohenlohe-Weikersheim | Albrecht I, signore di Hohenlohe-Weikersheim |                                    |  |  |       |  |  |                                     |  |  |                                              |  |
|                                            | Kraft V, conte di Hohenlohe-Weikersheim | Elisabeth von Hanau                          |                                    |  |  |       |  |  |                                     |  |  |                                              |  |
| Kraft VI, conte di Hohenlohe-Weikersheim   | Kraft V, conte di Hohenlohe-Weikersheim |                                              |                                    |  |  |       |  |  |                                     |  |  |                                              |  |
|                                            |                                         | Margareta von Oettingen                      | Friedrich III, conte di Oettingen  |  |  |       |  |  |                                     |  |  |                                              |  |
|                                            |                                         | Margareta von Oettingen                      | Friedrich III, conte di Oettingen  |  |  |       |  |  |                                     |  |  |                                              |  |
|                                            |                                         | Margareta von Oettingen                      | Euphemia von Münsterberg           |  |  |       |  |  |                                     |  |  |                                              |  |
| Margarete von Hohenlohe-Weikersheim        |                                         | Margareta von Oettingen                      |                                    |  |  |       |  |  |                                     |  |  |                                              |  |
|                                            |                                         | Ulrich V, conte di Württemberg-Stoccarda     | Eberhard IV, conte di Württemberg  |  |  |       |  |  |                                     |  |  |                                              |  |
|                                            |                                         | Ulrich V, conte di Württemberg-Stoccarda     | Eberhard IV, conte di Württemberg  |  |  |       |  |  |                                     |  |  |                                              |  |
|                                            |                                         | Ulrich V, conte di Württemberg-Stoccarda     | Henriette, contessa di Montbéliard |  |  |       |  |  |                                     |  |  |                                              |  |
| Helene von Württemberg-Stuttgart           |                                         | Ulrich V, conte di Württemberg-Stoccarda     |                                    |  |  |       |  |  |                                     |  |  |                                              |  |
|                                            |                                         | Margherita di Savoia                         | Amedeo VIII, duca di Savoia        |  |  |       |  |  |                                     |  |  |                                              |  |
|                                            |                                         | Margherita di Savoia                         | Amedeo VIII, duca di Savoia        |  |  |       |  |  |                                     |  |  |                                              |  |
|                                            |                                         | Margherita di Savoia                         | Marie de Bourgogne                 |  |  |       |  |  |                                     |  |  |                                              |  |
|                                            |                                         | Margherita di Savoia                         |                                    |  |  |       |  |  |                                     |  |  |                                              |  |